# Liste des magistri militum d'Afrique
Il y eut des magistri militum sous plusieurs titres en Afrique romaine à la suite de la reconquête de Bélisaire en 533-534. 
Le magister militum avait le statut de patrice, et on l'intitulait gloriossissimus. Il était d'accompagné d'une garde personnelle d'hypaspistes, d'officiers appelés doryphores et d'un domesticus (une sorte d'adjoint et de chef d'état-major). C'était le chef des armées et de tout ce qui est de juridiction militaire. Le pouvoir civil, lui, était séparé et dévolu à un préfet du prétoire d'Afrique, qui s'occupait de la législation, l'administration, de la justice et des finances.
À trois reprises (Solomon, Germanus, Théodore), le pouvoir civil et le pouvoir militaire furent rassemblés entre les mêmes mains, une situation qui devenait de plus en plus courante à cause de l'insécurité de l'époque, ce qui annonce la future création des exarchats, et plus tard celle des thèmes dans les années 660.

## Sous le titre demagister militum per Africam
| #                                                                             | Nom                                  | Années de service connues | Commentaire |
| ----------------------------------------------------------------------------- | ------------------------------------ | ------------------------- | --- |
| Reconquête de l'Afrique par le magister militum per Orientem Bélisaire en 534 |                                      |                           | |
| 1                                                                             | Solomon                              | 534-536                   | Eunnuque d'origine arménienne né à Solachon, près de Dara. Auparavant domesticus de Bélisaire. Dès 534, une révolte maure d'ampleur éclate. 50 000 hommes menés par Cusina, Esdilasas, Iourphouthès et Mesidinissas occupent la Byzacène tandis que 30 000 hommes menés par Iaudas occupent la Numidie. Les Romains finiront par les vaincre en 535 avec la reconquête des campagnes. Solomon sera chassé par l'insurrection de l'armée en 536. À noter qu'il était aussi préfet du prétoire.                                                                   |
| 2                                                                             | Germanus                             | 536-539                   | Précédemment magister militum de Thrace. Réprime l'insurrection de l'armée contre Solomon. En 537, il vainc le chef de l'armée rebelle Stotzas lors de la bataille de Cellas Vatari, lequel est contraint de fuir en Maurétanie (sous contrôle berbère). |
| 3                                                                             | Solomon                              | 539-544                   | Même Solomon que précédemment. Il reprend la lutte contre les Maures, et les vainc durablement en 539. En 543, la peste de Justinien atteint l'Afrique, mais semble moins affecter les Maures. En 544, un incident diplomatique grave en Tripolitaine déclenche une révolution maure partout en Afrique, et les Wisigoths en profitent pour attaquer Septem, tandis que le vieux rebelle Stotzas sort de son exil et se joint aux Maures. Solomon sera tué lors de la bataille de Sufétula en 544, notamment parce que son armée a déserté en le laissant seul. |
| 4                                                                             | Sergius                              | 544-545                   | Neveu de l'empereur Justinien, il était auparavant dux de Tripolitaine. C'était chez lui que l'insurrection maure débuta à la suite d'un incident diplomatique. L'insurrection prit tant d'ampleur que seule Carthage était encore contrôlée. C'est à cause de son incompétence que Constantinople envoya Aréobinde. |
| 5                                                                             | Aréobinde (Areobindus)               | 545                       | Sénateur avec des liens familiaux à Justinien. Sergius demeurait commandant, mais en Numidie, tandis qu'Aréobinde s'occupait de la Byzacène. Sergius sera finalement muté en Italie en 546. Aréobinde fut finalement trahi par son dux de Numidie, Guntarith, et fut massacré par les soldats en mars 436. |
| 6                                                                             | Artabanès (Artabanes, ou Artabane)   | 546                       | Militaire arménien, il organisa la résistance contre l'usurpateur Guntarith. Il forma une armée composite de loyalistes et de Maures loyaux au chef Cusina. Il tua Guntarith par la ruse au cours d'un banquet à Carthage. Cependant, Artabanès ne resta pas, et demanda à être relevé de ses fonctions pour rester à Constantinople, où il espérait épouser Praejecta, nièce de Justinien et veuve d'Aréobinde. |
| 7                                                                             | Jean Troglita (Ioannes Troglita)     | 546-551/552               | Un vétéran de Bélisaire. Il reprit la lutte contre les rebelles maures. En 548 il les écrasa de manière décisive lors de la bataille des Champs de Caton, au cours de laquelle Carcasan et 17 chefs moururent. Cette grande victoire apporta 15 ans de tranquillité à Carthage. Son histoire est bien connue, par la Johannide. |
| 8                                                                             | Jean Rhogatinos (Ioannes Rhogatinus) | 563                       | Il commit une grave erreur en 563 en faisant assassiner le roi maure Cusina, pourtant allié de longue date. Cela causa une insurrection en Numidie. Des troupes d'Orient sous le commandement de Marcien durent être envoyées, et finalement le préfet du prétoire Thomas parvint à obtenir la paix par d'habiles négociations. |
| 9                                                                             | Marcien                              | 563                       | Mentionné par Jean Malalas et Théophane de Byzance. Seulement dans la liste de Diehl. |
| 10                                                                            | Théodore                             | 569                       | Jean de Biclar l'appelait præfectus (préfet) mais a peut-être cumulé les deux charges, vu que sa mort en 569 de la main des Maures est mentionnée sur le même plan que les deux magistri militum ultérieurs. Seulement dans la liste de Diehl. |
| 11                                                                            | Théoctistos (Theoctistus)            | 570                       | Il fut vaincu au combat par les Maures en 570. |
| 12                                                                            | Amabilis                             | 571                       | Il fut tué par les Maures en 571. |

## Sous le titre demagister militum Africæ
| #  | Nos                               | Années de service connues        | Commentaire |
| -- | --------------------------------- | -------------------------------- | --- |
| 13 | Gennadios (Gennadius, ou Gennade) | c. 578-585/591                   | Devient ensuite premier exarque d'Afrique. Après lui, il est permis de croire que les magistri militum sont subordonnés à l'exarque. |
| 14 | Vitalius                          | 578-582 ? (règne de Tibère II ?) | Mentionné dans le Corpus inscriptionum Latinarum, chapitre VIII, inscription 4354. L'inscription trouvée sur une pierre commémorative d'une citadelle en Numidie (Chlef, Algérie) montre « M ML AFRCA », interprété comme étant magistro militum Africae. Il a peut-être succédé à Gennadios quand il est devenu exarque. Il pourrait aussi s'agir d'une mauvaise lecture de Gennadios selon M. Gsell du Bulletin des Antiquaires. Seulement dans la liste de Diehl. |
| 15 | Théodore (Theodorus)              | 598                              | Mentionné dans le chapitre IX, épître 27 (octobre 598) de Grégoire le Grand seulement comme magister. Il a accepté un pot-de-vin de 10 livres d'or pour refuser que l'Empereur transmette à Grégoire l'enquête sur les accusations faites contre le primat de Byzacène, Crementius. Seulement dans la liste de la Prosopography. |
| 16 | Gregoras                          | 609/610                          | Hypostratège sous l'exarque Héraclius, duquel il était apparemment le frère. Il s'est rebellé contre l'empereur Phocas aux côtés d'Héraclius en 609-610. Seulement dans la liste de la Prosopography. |

## Sous le titre demagister militum per Byzacenæ(Byzacène)
| #  | Nom               | Années de service connues | Commentaire                                                            |
| -- | ----------------- | ------------------------- | ---------------------------------------------------------------------- |
| 17 | Jean (Ioannes)    | VIe siècle                | Mentionné sur un sceau. Seulement dans la liste de la Prosopography.   |
| 18 | Léonce (Leontius) | VIe siècle                | Apparaît sur deux sceaux. Seulement dans la liste de la Prosopography. |

## Sous le titre demagister militum per Numidiam(Numidie)
| #  | Nom             | Années de service connues | Commentaire                                                                                      |
| -- | --------------- | ------------------------- | ------------------------------------------------------------------------------------------------ |
| 19 | Theoctistus     | VIe siècle/VIIe siècle    | Mentionné sur un sceau en plomb trouvé à Carthage. Seulement dans la liste de la Prosopography.  |
| 20 | Pierre (Petrus) | VIIe siècle               | Mieux connu car il écrivait à Maxime le Confesseur. Seulement dans la liste de la Prosopography. |